# Pelé Eterno
Pelé Eterno é um documentário brasileiro de 2004, criado e dirigido por Aníbal Massaini Neto. O filme faz uma homenagem a um dos maiores jogadores de futebol de todos os tempos: Pelé.
O roteiro, escrito por José Roberto Torero, contou com  colaboração do jornalista Armando Nogueira. Foi produzido pelos estúdios da Anima Produções Audiovisuais e da Cinearte Produções Cinematográficas. Teve sua pós-produção financiada pela TeleImage. O filme levou 5 anos para ser concluído, devido à extensa pesquisa realizada.
Foi distribuído pela Universal Pictures do Brasil e pela United International Pictures, sendo lançado no dia 25 de junho de 2004 nos cinemas brasileiros.

## Sinopse
Conta a trajetória de Edson Arantes do Nascimento, o Pelé, conhecido como o "rei do futebol".
O filme vai desenrolando-se através de uma narrativa cronológica, em que Pelé fala sobre suas conquistas, os jogos mais importantes de sua carreira, ilustrados pelos principais gols de cada momento.
Além dos gols, são exibidos dribles de rara técnica, com ambos os pés, e lances famosos que não resultaram em gol.
Completam o documentário, entrevistas de outros jogadores e de familiares.